# 德米特里·亞尼舍夫斯基
德米特里·叶拉斯托维奇·亚尼舍夫斯基（俄语：Дмитрий Эрастович (Ерастович) Янише́вский，1875年2月17日—1944年12月22日），俄罗斯帝国和苏联的植物地理学家及植物形态学家。

## 生平
1875年2月17日（俄国旧历2月15日），德米特里·亚尼舍夫斯基出生在俄罗斯喀山，父亲是俄国数学家、时任喀山市长叶拉斯特·彼得罗维奇·亚尼舍夫斯基。德米特里·亚尼舍夫斯基曾就读于帝国喀山大学物理与数学系自然科学学院，毕业后留校任助理教授。
1903年，亚尼舍夫斯基曾在伏尔加高地中的先吉列伊山进行植被研究。1905年夏，亚尼舍夫斯基来到乌拉尔区（Уральской области）特米尔（Темирского уезда）的威尔村及其周边地区，在阿克赛和阿克沙套山脉一带研究吉尔吉斯苓菊（Jurinea kirghisorum）。
1909年，他成为帝国尼古拉大学植物系的实验员，1910年开始任助理教授，教授植物药理课程（фармако-ботанической методики），1914年至1931年间教授高农植物学课程（ботаники на высших сельскохозяйственных），其间于1916年升任教授，并担任植物形态学与分类学部门负责人。1918年至1924年间，曾任萨拉托夫州立农业大学教授。
他曾到乌拉尔和图尔盖地区进行野外勘察，曾到过辛比尔斯克、萨马拉、萨拉托夫、彼尔姆、阿斯特拉罕、喀山等省，以及埃利通湖和因杰尔湖一带勘察。
1921年至1926年间，亚尼舍夫斯基领导了萨拉托夫自然科学家协会（Саратовским обществом естествоиспытателей），参与创建了东南植物协会（Юго-восточного ботанического общества），并出任主席。1923年，成为地方史中央局的通信会员
1932年，亚尼舍夫斯基任科马罗夫植物研究所实验植物学部资深研究员。曾经被逮捕，但不久即获释。
1944年12月22日，亚尼舍夫斯基因食道癌病逝于列宁格勒。